# R136b
Désignations
R136b est une étoile Wolf-Rayet dans l'amas R136 du Grand Nuage de Magellan. C'est l'une des étoiles les plus massives et les plus lumineuses connues. Elle se situe au centre de NGC 2070, dans la nébuleuse de la Tarentule. R136b a un type spectral entre une supergéante de classe O et une étoile de Wolf-Rayet. Bien qu'elle présente une augmentation d'hélium et d'azote à sa surface, il s'agit toujours d'une étoile très jeune, qui brûle encore de l'hydrogène dans son noyau via le cycle CNO. C'est donc une étoile de la séquence principale.